# 赵圈镇
赵家圈镇是中国河北省衡水市桃城区下辖的一个镇。

## 行政区划
赵家圈镇下辖赵家圈村、后田家圈村、东齐家村、后铺村、西马庄村、东杨家村、前王家村、苏家村、前铺村、胡家堂村、胡家村、贡家圈村、曹家圈村、高家圈村、张家圈村、大田家圈村、李家店村、齐家庙村、西杨家村、冯家村、郭黄村、张柳林村、大柳林村、西柳林村、桥头村、岳贡桥村、东护驾庄村、西孙庄村、金家庄村、东野头村、西野头村、耿家庄村、杨家庄村、骑河王村、东郎子桥村、北郎子桥村、西郎子桥村、卢家园村、徐家庄村、相家庄村、新于唐村、路口王村、支家村、耿李村、赵家村、高家村、张家口村、戴家口村、康庄村、岳家村、三元店村、杜家村、勾家村、张家村、小王村、小韩村、刘家洼村、蔡园村、韩家洼村、李家庄村、西贡家庄村、东贡家台村、孙家洼村、徐家村、种梁村、贡军营村、李军营村、马家军营村、刘家军营村、纪家庄村、北刘庄村、陈程庄村、白塔村。